# Stichopogon gussakovskii
Stichopogon gussakovskii là một loài ruồi trong họ Asilidae. Stichopogon gussakovskii được Lehr miêu tả năm 1975. Loài này phân bố ở vùng Cổ Bắc giới.